# Orden Pedagógica Juan José Arévalo
La Orden Pedagógica Dr. Juan José Arévalo Bermejo es una distinción honorífica otorgada por el presidente de la República de Guatemala, fue creada el 1 de abril de 2002 como símbolo de honor y dignificación para ser conferida a instituciones nacionales e internacionales de destacada trayectoria en el desarrollo de la educación y la ciencia. Fue llamada así en honor al Presidente de Guatemala, Juan José Arévalo Bermejo, (1945-1951), político, pedagogo y filósofo guatemalteco.
La orden comprende cinco grados:
- Gran Collar
- Gran Cruz
- Gran Oficial
- Comendador
- Oficial

No posee el título de Caballero que convencionalmente es el grado más bajo. 
La cinta es de color blanco con un amplio centro de la franja azul. 
La condecoración suele ser concedida a los diplomáticos.

## Grandes Cruces
- Unesco